# Shei-Pa-Nationalpark
Der Shei-Pa-Nationalpark oder Sheipa-Nationalpark (chinesisch 雪霸國家公園, Pinyin Xuěbà Guójiā Gōngyuán, Pe̍h-ōe-jī Soat-pà Kok-ka Kong-hn̂g) ist ein Nationalpark in der Republik China (Taiwan).

## Entstehungsgeschichte
Der Shei-Pa-Nationalpark wurde offiziell am 1. Juli 1992 als ein Hochgebirgs-Park im nördlichen zentralen Bergland Taiwans gegründet. Der Nationalpark umfasst eine Fläche von 76.850 Hektar (768,5 km²). Sein Zentrum bildet das Gebirgsmassiv des Xueshan (雪山), des „Schneebergs“, der mit 3886 Metern Taiwans zweithöchster Berg ist. Der Nationalpark liegt zum großen Teil in der Landgemeinde Tai’an im Landkreis Miaoli (39.536 ha) und im Stadtbezirk Heping von Taichung (30.570 ha). Kleine Anteile liegen in den Landgemeinden Wufeng (1328 ha) und Jianshi (5416 ha; beide Landkreis Hsinchu). Als Sitz der Parkverwaltung wurde am 5. Juli 1994 die Gemeinde Dahu (Wenshui-Besuchszentrum im Ortsteil Fuxing) im Landkreis Miaoli ausgewählt und im Februar 2001 nahm die Behörde dort ihnen Sitz.
Hinsichtlich der Besucherzahlen lag der Park im Jahr 2016 unter den acht Nationalparks Taiwans an fünfter Stelle und zählte 1,18 Millionen Besucher.

## Lage und Klima
Die Höhe über dem Meeresspiegel variiert zwischen 760 Metern im Flusstal des Da’an-Flusses in der gleichnamigen Gemeinde bis zur 3886 Metern auf dem Gipfel des Xueshan. Im Park liegen 51 Berggipfel mit einer Höhe über 3000 Metern. Zu den bekanntesten zählen neben dem Xueshan der Dabajianshan (大霸尖山, 3492 m), die „Vier Wulingberge“ (von Ost nach West): Pintianshan (品田山, 3524 m), Chihyoushan (池有山, 3303 m), Taoshan (桃山, 3325 m) und Kalayeshan (喀拉業山, 3133 m), sowie der Zhijiayangdashan (志佳陽大山).
Der Park liegt etwa 100 Kilometer nördlich des Wendekreis des Krebses und damit vollständig in den Subtropen. Bedingt durch die große Höhe sind die Temperaturen eher gemäßigt bis kühl. Als Richtwerte für die Durchschnittstemperatur werden angegeben:
- in 1000 Metern Höhe: im Januar 9 °C, im Juli 22 °C
- in 2000 Metern Höhe: im Januar 5 °C, im Juli 16 °C

## Flora und Fauna
Im Nationalpark wurden 1135 Spezies von Gefäßpflanzen dokumentiert. Die Baumvegetation variiert entsprechend der Höhe von Laubbäumen über Mischwald, Nadelbäumen hin zu hochalpiner Tundravegetation. 61 Pflanzenarten wurden als selten oder sehr selten eingestuft. Einige endemische Spezies, wie Impatiens devolii, Dumasia miaoliensis und Epilobium nankotaizanens gelten als vom Aussterben bedroht. Im Park wurden 815 verschiedene Tierspezies dokumentiert, darunter 33 Säugetiere, 19 Reptilien, 11 Amphibien, 580 Insekten, 150 Vögel, 16 Fische und 6 andere. Aufgrund der relativen Abgeschiedenheit und der Unberührtheit des Parks von menschlichen Kultureinflüssen sind hier viele selten gewordene endemische Tierarten zu finden. Dazu zählen der Taiwanische Schwarzbär, der Formosa-Makak, der Taiwanische Masu-Lachs, der Mikadofasan und der Swinhoefasan.

## Indigene Kulturen
Im Gebiet des Parks gibt es Siedlungen der indigen-taiwanischen Völker der Atayal und Saisiyat.

Parkansichten
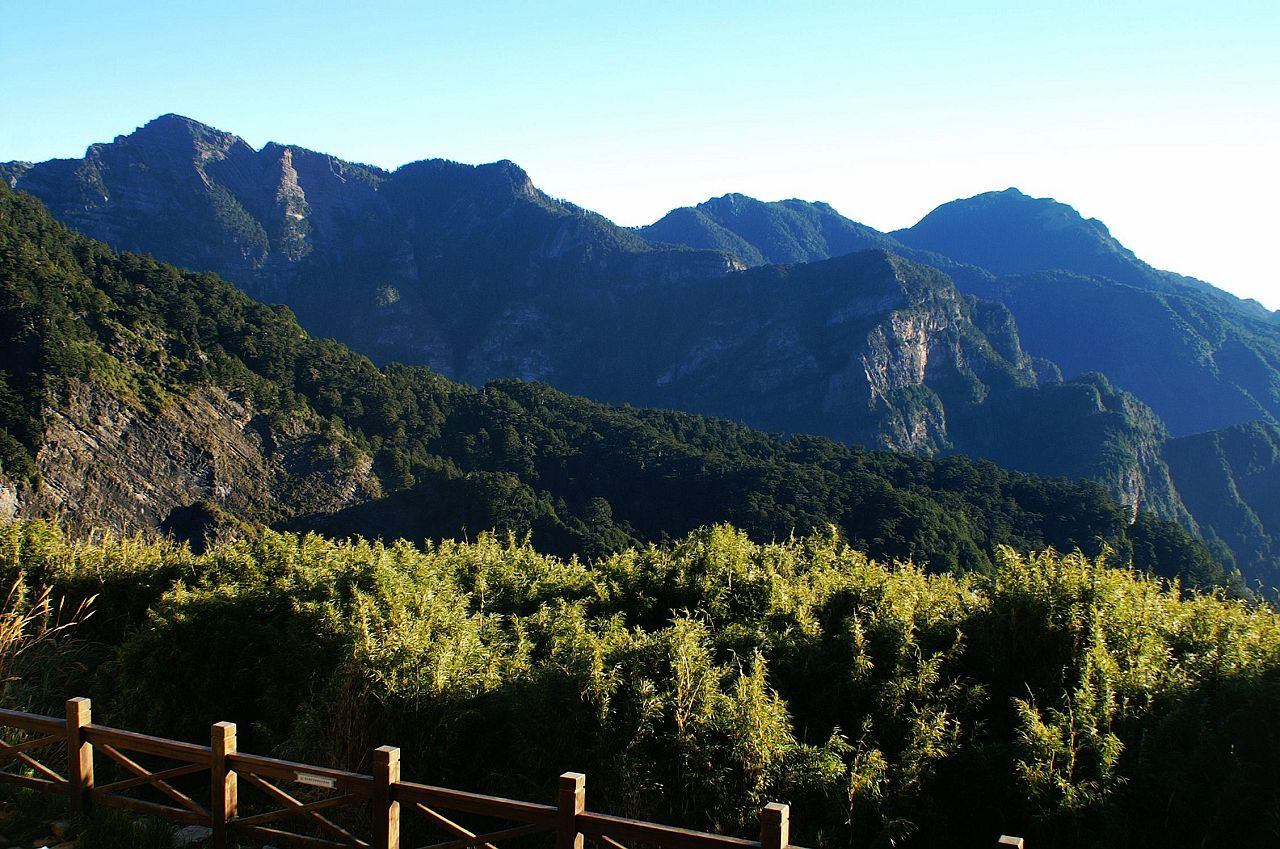
Die 4 „Wuling-Berge“
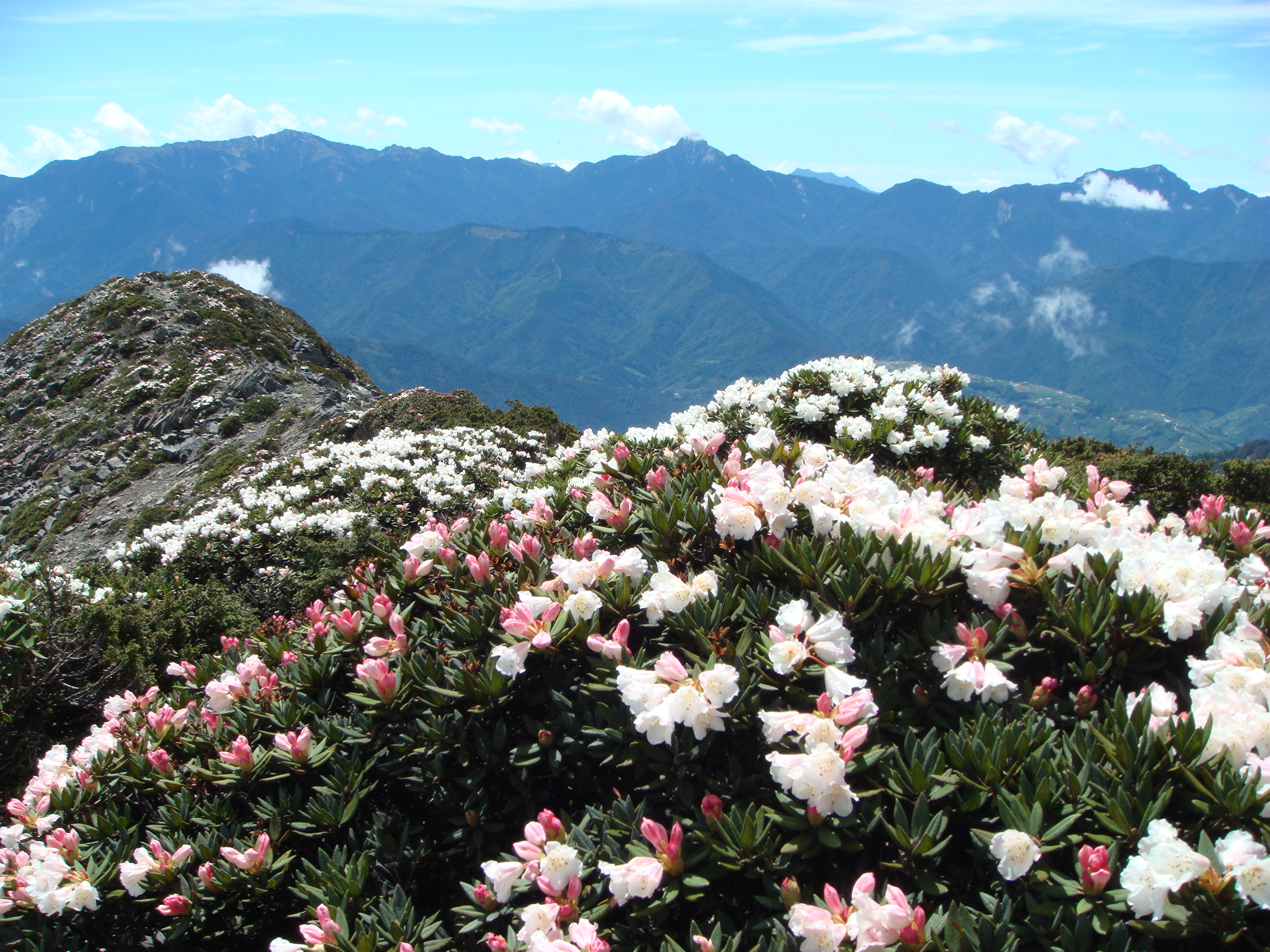
Blühende Azaleen
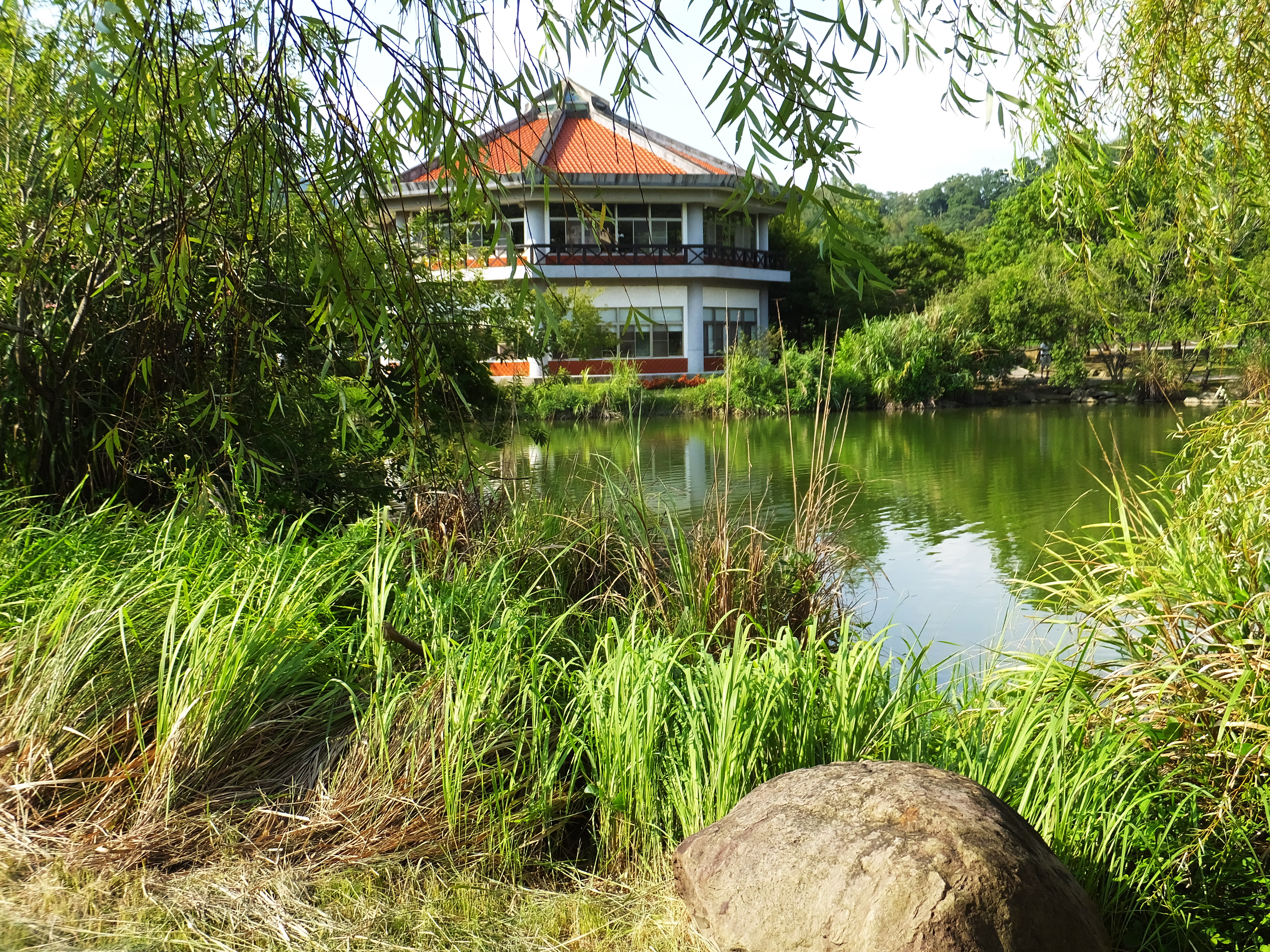
Gebäude der Parkverwaltung in Dahu